# Polyangium cellulosum
Sorangium cellulosum — грам-негативна бактерія, що звичайно живе у ґрунті, належить до максобактерій (Myxococcales). Це рухома бактерія за рахунок бактеріального ковазання. Вона має незвичайно великий геном у 12 200 000 пар основ за розміром.